# Хоккей на траве в Китае
Хоккей на траве в Китае относится к развитым видам спорта.

## Период становления

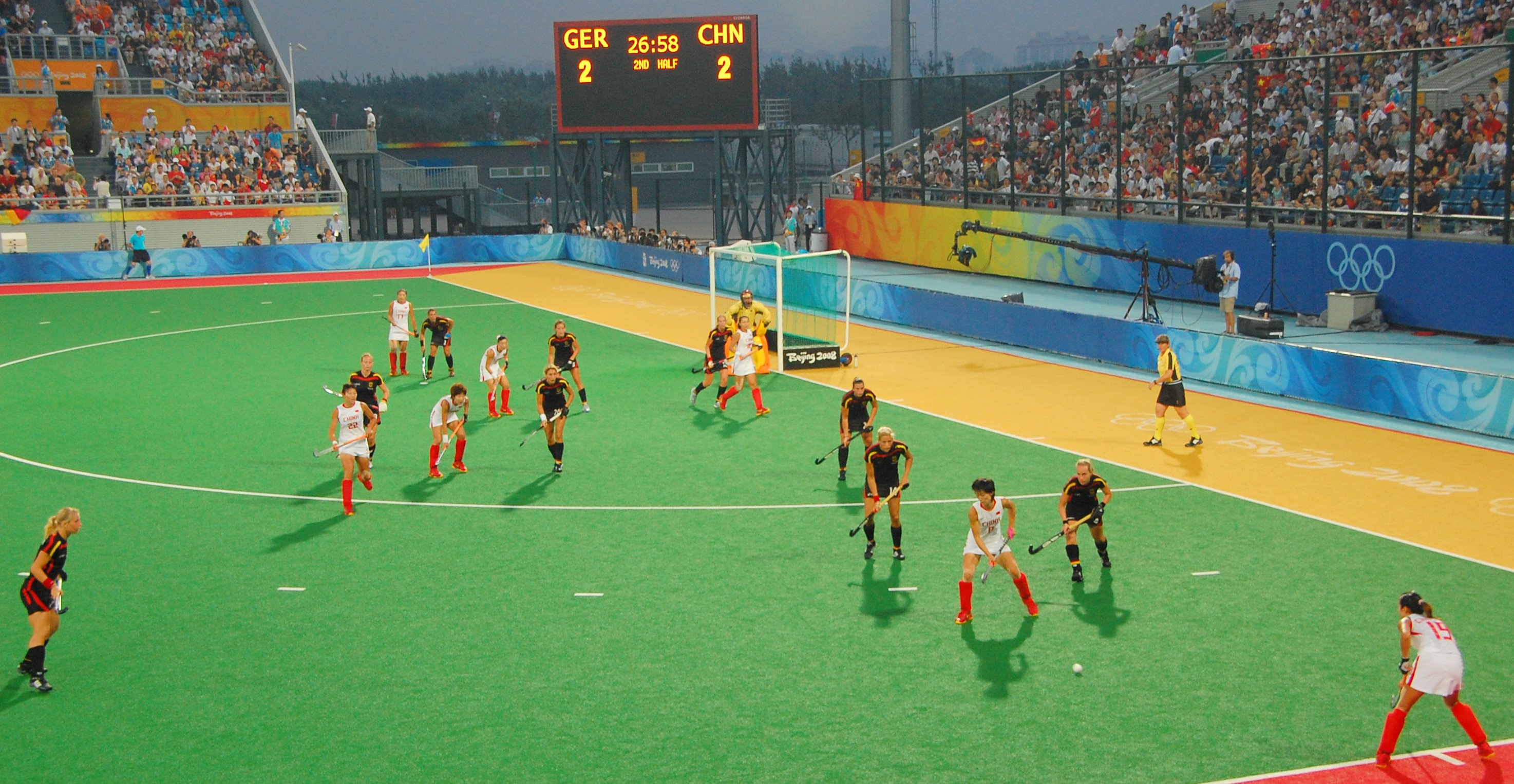
Матч женских сборных Китая и Германии на летних Олимпийских играх в Пекине, 26 августа 2008

Игра, напоминающая хоккей на траве, существовала ещё в Древнем Китае. Однако в современном своём варианте этот вид спорта стали культивировать в стране только в середине 1970-х годов. В 1975 году китайская делегация на четырёх автобусах отправилась в Пакистан, чтобы познакомиться с опытом развития хоккея на траве. Летом 1976 года игру начали развивать в Пекине и провинции Хэйлунцзян.
18 декабря 1978 года была основана Китайская ассоциация хоккея на траве, которая в 1981 году вступила в Международную федерацию хоккея на траве. Она базируется в Пекине.
Дауры, проживавшие на территории современной Внутренней Монголии, в течение около тысячи лет играют в бейкоу — игру с клюшками и мячом. Представители этой народности были одними из лидеров в развитии хоккея на траве в Китае, выходцы из Внутренней Монголии составляли значительную часть национальной сборной.

## Национальные соревнования
Система развития хоккея на траве в Китае централизована и объединяет множество уровней — от школьных команд (начиная с младших классов) до сборных страны. Сильнейшие хоккеисты из школ привлекаются в сборные городов и провинций, за которые в дальнейшем выступают и на взрослом уровне. Центры развития хоккея на траве в стране обеспечиваются инфраструктурой — в частности, сертифицированными полями.

## Международные соревнования
С начала 1980-х годов сборные Китая стали участвовать в континентальных соревнованиях. Дебют на крупных турнирах состоялся в 1982 году, когда мужская сборная впервые выступила на чемпионате Азии в Карачи, где завоевала бронзовую медаль. Повторить этот успех китайцам удалось только в 2009 году.
В 1990 году китайские хоккеисты впервые участвовали в летних Азиатских играх и заняли 5-е место. Высшего результата на этом турнире они добились в 2006 году, выиграв серебряные медали.
В 2008 году мужская сборная Китая единственный раз выступала на летних Олимпийских играх, где заняла 11-е место. В 2018 году китайцы дебютировали на чемпионате мира, финишировав на 10-м месте.

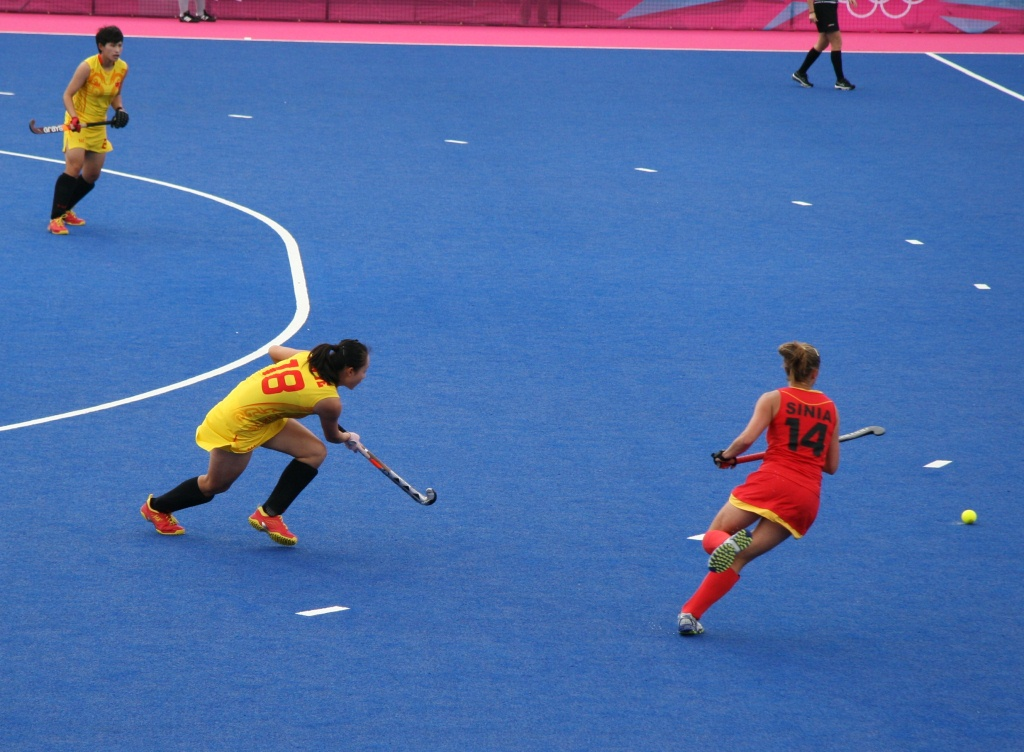
Хоккеистка женской сборной Китая Жэнь Е в матче с Бельгией на летних Олимпийских играх в Лондоне, 31 августа 2012

Женская сборная Китая выступает значительно успешнее. В 1989 году она дебютировала на чемпионате Азии и с ходу заняла первое место. Всего китаянки дважды становились сильнейшими на континенте (1989, 2009), дважды — серебряными призёрами (1993, 2017), трижды — бронзовыми (1999, 2004, 2007).
На летних Азиатских играх китайские хоккеистки всегда завоёвывали медали: три раза золотые (2002, 2006, 2010), два раза серебряные (1990, 2014), три раза бронзовые (1994, 1998, 2018).
В 1990 году женская сборная Китая впервые выступала на чемпионате мира и заняла 6-е место, с тех пор став неизменным участником турнира. Высший результат китаянки показали в 2002 году, выиграв бронзу.
На счету китаянок четыре медали Трофея чемпионов: в 2002 году они завоевал золото, в 2003 и 2006 годах — серебро, в 2005-м — бронзу.
В 2000 году женская сборная Китая впервые участвовала в летних Олимпийских играх, заняв 5-е место. С тех пор китаянки не пропустили ни одного олимпийского турнира, а в 2008 году завоевали серебряные медали.
Китай неоднократно принимал крупные международные и континентальные соревнования по хоккею на траве. В 2008 году в Пекине проходили мужской и женский турниры летних Олимпийских игр, в 1990 году в Пекине и в 2010 году в Гуанчжоу — летних Азиатских игр. Дважды в стране разыгрывали женский Трофей чемпионов: в 2002 году в Макао, в 2018 году — в Цанчжоу. В 2007 году Гонконг принимал женский чемпионат Азии, а в 2011 году в Ордосе проводились мужской и женский Азиатский трофей чемпионов.

## Известные представители
В 2008 году в составе женской сборной Китая серебро летних Олимпийских игр в Пекине завоевали Чэнь Чжаося, Чэнь Цюци, Чен Хуэй, Фу Баожун, Хуан Цзюнься, Ли Шуан, Ли Хунся, Ма Ибо, Пань Фэнчжэнь, Жэнь Е, Сун Цинлин, Тан Чуньлин, Чжан Имэн, Чжао Юйдяо, Чжоу Ваньфэн, Сунь Чжэнь, Ли Айли.